# Michela Varagnolo
Michela Varagnolo est une mathématicienne dont les recherches ont porté sur la théorie des représentations, l'algèbre de Hecke, la dualité Schur–Weyl (en), les Yangiens (en), et les algèbres affines quantiques (en). Elle a obtenu un doctorat en 1993 à l'université de Pise, sous la direction de Corrado de Concini, et est maître de conférences au département de mathématiques à CY Cergy Paris Université, affilié au laboratoire de recherche sur l'analyse, la géométrie et la modélisation.
Varagnolo a été conférencière invitée au Congrès international des mathématiciens de Séoul (2014 : Double affine Hecke algebras and Hecke algebras associated with quivers). En 2019, Michela Varagnolo et Éric Vasserot  remportent le Prix de l'État de l'Académie des sciences pour leurs travaux sur la théorie de la représentation géométrique des algèbres de Hecke et des groupes quantiques.